# Union douanière de l'Union européenne
L’union douanière de l'Union européenne est constituée des États membres de l'Union européenne et de quatre de ses pays voisins : Andorre, Monaco, Saint-Marin et la Turquie.
L'union douanière fut la première mission de la Communauté économique européenne, établie en 1958. Elle n'entra cependant en vigueur que dix ans plus tard, le 1er juillet 1968.

## Pays non membres de l'UE
| Pays        | Accord                                  | Date | Notes |
| ----------- | --------------------------------------- | ---- | --- |
| Andorre     | Accords Andorre-CEE                     | 1991 | L'union douanière entre l'UE et l'Andorre repose sur l'accord conclu entre la CEE et l'Andorre en 1991. De cet accord sont exclus les produits agricoles. |
| Monaco      | Convention douanière franco-monégasque  | 1963 | |
| Saint-Marin | Coopération et accord d'union douanière | 1991 | |
| Turquie     | Union douanière turco-européenne,       | 1995 | L'union douanière entre l'Union européenne et la Turquie exclut les produits agricoles.                                                                   |

## Territoires
Tous les pays membres de l'Union européenne font partie de l'union douanière. Cependant, cela ne signifie pas que l'intégralité de leurs territoires en font également partie. Cette distinction repose sur le fait que le territoire lui-même ne fait pas partie de l'UE (les pays et territoires d'outre-mer par exemple), parce que ces territoires ont soit négocié des options de retrait dans l'Union européenne (ou opt-outs), soit sont exclus de l'union douanière du fait de leur situation économique ou géographique.

## Codes des douanes
Les codes des douanes communautaires (puis de l'Union européenne) sont la codification des normes fixant et définissant la législation applicable aux importations et exportations de marchandises entre la CEE (puis l'UE) et les pays tiers.
- Code des douanes communautaire (1992)
- Code des douanes communautaire (2008)
- Code des douanes de l'Union européenne (2013)

Le Code des douanes de l'Union européenne (Union Customs Code, UCC) vise à dématérialiser les formalités douanières et se développe depuis mai 2016 — mois précédent le référendum du Brexit — jusqu'à la fin de la période de transition du Brexit, fin 2020.

## Sources

#### Accords
- Accord d'union douanière entre la CEE et l'Andorre, 31 décembre 1990 (lire en ligne).
- Décision n° 1/95 du Conseil d'association CE-Turquie, du 22 décembre 1995, relative à la mise en place de la phase définitive de l'union douanière (lire en ligne).

#### Autres
- Règlement  2913/92 du Conseil établissant le Code des douanes communautaire, 31992R2913, adopté le 12 octobre 1992, JO du 19 octobre 1992, p. 1-50, entré en vigueur le 22 octobre 1992, abrogé le 23 juin 2013 par 32008R0450 [consulter en ligne, ]
- « Andorre: Union douanière et régimes préférentiels », sur le site de la Commission européenne (consulté le 19 octobre 2013)

## Compléments